# Pseudolynchia brunnea
Pseudolynchia brunnea är en tvåvingeart som först beskrevs av Pierre André Latreille 1811.  Pseudolynchia brunnea ingår i släktet Pseudolynchia och familjen lusflugor. Inga underarter finns listade i Catalogue of Life.